# Beeldentuin Endegeest

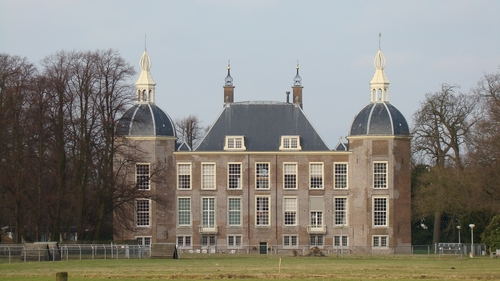
De beeldentuin ligt rond Kasteel Endegeest

Beeldentuin Endegeest is een beeldentuin op het terrein van Rivierduinen, een organisatie voor geestelijke gezondheidszorg in de Nederlandse plaats Oegstgeest. Op het terrein bevindt zich ook Kasteel Endegeest.
De beeldentuin is aangelegd in de jaren negentig van de 20e eeuw.

## Beelden
Dit is een (onvolledige) chronologische lijst van beelden in de beeldentuin.
Voor een volledig overzicht van de beschikbare afbeeldingen zie de categorie Beelden in Oegstgeest op Wikimedia Commons.
| Geplaatst | Omschrijving         | Kunstenaar            | Straat             | Plaats     | Materiaal                   | Afbeelding |
| --------- | -------------------- | --------------------- | ------------------ | ---------- | --------------------------- | ---------- |
| ca. 1740  | Obelisk              | Onbekend              | Landgoed Endegeest | Oegstgeest | Zandsteen                   |            |
| 1981      | Zonder titel         | Frans van Nieuwenborg | Landgoed Endegeest | Oegstgeest | Staal en zwerfkeien         |            |
| 1992      | Totem                | Mathieu Nab           | Landgoed Endegeest | Oegstgeest | Azobé                       |            |
| 1994      | Poort                | Caspar Berger         | Landgoed Endegeest | Oegstgeest | Beton                       |            |
| 1996      | Vat                  | Mathieu Nab           | Landgoed Endegeest | Oegstgeest | Portugees marmer            |            |
| 1996      | La donna mobile      | Mathieu Nab           | Landgoed Endegeest | Oegstgeest | Portugees marmer            |            |
| 1996      | Sphinx               | Mathieu Nab           | Landgoed Endegeest | Oegstgeest | Portugees marmer            |            |
| 2000      | René Descartes       | Erszébet Baerveldt    | Landgoed Endegeest | Oegstgeest | Brons                       |            |
| 2004      | Spelend kind met bal | Frank Borst           | Landgoed Endegeest | Oegstgeest | Koper, brons, glas en steen |            |
|           | Vier vazen           | Geer Pouls            | Landgoed Endegeest | Oegstgeest | Beton                       |            |
|           | Pot                  | Bertie van den Eijnde | Landgoed Endegeest | Oegstgeest | Beton                       |            |
|           | Vrouwelijk naakt     | Mathieu Nab           | Landgoed Endegeest | Oegstgeest | Portugees marmer            |            |
|           | Titel onbekend       | Onbekend              | Landgoed Endegeest | Oegstgeest | Steen                       |            |
|           | Titel onbekend       | Onbekend              | Landgoed Endegeest | Oegstgeest | Hout                        |            |
|           | Titel onbekend       | Onbekend              | Landgoed Endegeest | Oegstgeest | Staal                       |            |
| 1993      | The new past         | Henk Visch            | Landgoed Endegeest | Oegstgeest | Brons                       |            |
|           |                      |                       |                    |            |                             |            |

1. ↑  zie henkvisch.nl